# Brosme brosme
Brosme brosme (Ascanius, 1772), comunemente chiamato brosme o brosmio (G.U. della Repubblica Italiana 2ª Serie speciale - n. 59 del 01/08/2019 - Decisione Delegata (UE) 2019/910 del 13/03/2019), è un pesce osseo marino, appartenente alla famiglia Lotidae. È l'unica specie del genere Brosme.

## Distribuzione e habitat
Specie a distribuzione molto nordica; è endemica dell'Oceano Atlantico settentrionale. Si incontra lungo le coste atlantiche del Canada del nord arrivando a sud fino al New Jersey, è rara nei mari della Groenlandia meridionale. Nella parte orientale dell'Atlantico Brosme brosme è presente nelle acque che circondano l'Islanda, nel Mar del Nord settentrionale e lungo le coste britanniche occidentali (non più a sud dell'Irlanda settentrionale) proseguendo fino all'estremo nord norvegese e al mare di Barents.
Vive solitaria in piccoli gruppi su fondi rocciosi o ciottolosi lontani dalle coste della piattaforma continentale esterna o della scarpata continentale superiore, di solito tra 100 e 400 metri (con segnalazioni tra 18 e 1000 metri). Raramente presente in ambienti sabbiosi o fangosi. In Norvegia è frequente nei pressi delle gorgonie. Popola acque a temperature tra 0 e 10 °C.

## Descrizione
Ha un aspetto abbastanza simile alla bottatrice. Il corpo è allungato, quasi anguilliforme. Le mascelle hanno più o meno la stessa lunghezza. È presente un barbiglio sul mento la cui lunghezza è pari al diametro dell'occhio. La pinna dorsale è unica e molto lunga, si estende dalla pinna pettorale fino al peduncolo caudale. Anche la pinna anale è lunga, parte un po' più indietro della metà del corpo. La dorsale e l'anale sono unite da una membrana alla pinna caudale, che è distinta, piccola e rotonda. Pinne ventrali piccole, senza raggi allungati o filamentosi. Il colore è brunastro, rossastro o verdastro (talvolta giallastro) più chiaro nella parte ventrale. Le pinne caudale, dorsale ed anale hanno un bordo scuro che a sua volta è bordato esternamente da un margine biancastro. I giovanili hanno 6 bande giallastre trasversali.
La lunghezza massima nota è di 120 cm, mediamente misura attorno a 50 cm. Il peso massimo registrato è di 30 kg.

## Biologia
Vive fino a 20 anni. È un animale sedentario, effettua solo modesti spostamenti verticali.

### Riproduzione
La maturità sessuale viene raggiunta a 8-10 anni di vita. È una specie estremamente prolifica: una femmina di media taglia depone circa 2.000.000 di uova. La riproduzione avviene in primavera e all'inizio dell'estate in aree particolari poste tra 100 e 500 metri di profondità. Le uova e le larve sono pelagiche fino ad una lunghezza di 5 cm dopo di che acquisiscono lo stile di vita bentonico degli adulti. L'accrescimento è molto lento.

### Alimentazione
Caccia all'aspetto, rintanata nel suo rifugio tra gli scogli. Le sue prede sono crostacei, molluschi e pesci bentonici come pesci piatti e gallinelle. Talvolta si ciba anche di echinodermi.

### Predatori
Viene cacciata dalle foche.

## Pesca
Il brosme è una specie di elevato interesse per la pesca commerciale nell'Atlantico settentrionale. Viene catturata soprattutto con palamiti dato che l'ambiente roccioso in cui vive è poco sfruttabile dalle reti a strascico. I paesi maggiori produttori sono Norvegia e Islanda. Interessa anche la pesca sportiva. Le carni sono commestibili e di buon sapore ma inferiori a quelle del merluzzo, per cui viene spesso fraudolentemente spacciata. Viene venduto in genere già sfilettato, congelato o sotto sale.